# Association suisse des paraplégiques
Pour les articles homonymes, voir ASP.
L'Association suisse des paraplégiques (ASP) est une organisation suisse d'entraide des paralysés médullaires, basée à Nottwil.

## Organisation
Fondée le 27 avril 1980 par Guido A. Zäch, l'association s'engage pour la cause des paraplégiques et tétraplégiques. Au moment de sa fondation, l'ASP regroupait 7 clubs en fauteuil roulant, à savoir  Bâle, Bienne, Kriens, Uster, Saint-Gall, Wetzikon et Zurich. En 2011, l'association compte 26 clubs en fauteuil roulant, répartis dans toute la Suisse, ainsi que 4 000 membres actifs et plus de 9 000 membres passifs.
L'Association suisse des paraplégiques soutient les 26 clubs en fauteuil roulant, qui sont gérés bénévolement, sur le plan financier et administratif. L'assemblée des délégués, organe suprême de l'association, est constituée par 52 délégués (2 par club). L'association est structurée en cinq unités organisationnelles :
- Culture et loisirs
- Conseils Vie
- Institut de conseils sociaux et juridiques
- Sport suisse en fauteuil roulant
- Centre Construire sans obstacles

## Historique
- 1966 : Fondation du RC Kriens (dénommé à présent Pilatus Dragons pour la section handibasket)
- 1969 : Fondation du RC Uster
- 1972 : Fondation du groupe en fauteuil roulant de Bâle (dénommé à présent RC)
- 1976 : Fondation du BSC 76 Wetzikon (dénommé à présent RC Wetzikon) et du CFR Bienne
- 1979 : Fondation du RSC Berne, du GP Ticino et du RC Saint-Gall
- 1980 : Fondation du RC Zurich
- 1980 : Fondation de l'Association suisse des paraplégiques ASP
- 1981 : Fondation du CFR Fribourg
- 1982 : Affiliation du RSC Berne
- 1983 : Fondation du RT Zurich (club de plongée) et ouverture d'un propre bureau de l'ASP à Kriens
- 1984 : Fondation du RT Berne (club de plongée) et du CFR Gruyère
- 1985 : Fondation du CFR de la Côte et du RC Naters (renommé en RC Oberwallis)
- 1986 : Fondation du RC Aarau (dénommé à présent RC Aargau)
- 1987 : Fondation du CFR Yverdon, du CFR Lausanne et du RC Solothurn
- 1989 : Fondation du CFR Jura
- 1989 : Fondation du Swiss Paralympic Committee, soutenu pour moitié par l'ASP en tant que cofondatrice
- 1990 : Fondation du RC Chur et du CFR Genève
- 1991 : Fondation du RC Winterthour-Schaffhausen
- 1992 : Fondation du CFR Neuchâtel et affiliation du Gruppo paraplegici Ticino
- 1993 : Admission de l'Association suisse des paraplégiques en tant que fédération de sport en fauteuil roulant à Swiss Olympic
- 1995 : Ouverture du centre Construire sans obstacles
- 1996 : Fondation du CFR Valais Romand
- 1998 : Fondation du RC Thurgau et du Rollstuhl-Tennisclub Aargau
- 2002 : Reprise de l'Institut d'orientation professionnel du Centre suisse de paraplégiques SA en tant qu'unité organisationnelle de l'Association suisse des paraplégiques
- 2007 : Fondation du CSFR Carouge (Genève)